# Kánya Kata
Kánya Kata (Budapest, 1953. augusztus 11.) színésznő, rádiós és televíziós műsorvezető, párkapcsolati szakértő, szerző.

## Pályája
A budapesti Rózsadombon, az Endrődi Sándor utcában született. Középiskolai tanulmányait a Móricz Zsigmond Gimnáziumban végezte. Főiskolásként már fellépett a Vígszínházban (1975). A diploma megszerzése után a Nemzeti Színházban szerepelt. Ezt követően 1991-ig a Thália társulatának tagja. 1992-től rendszeres vendége volt a televízió Lyukasóra című irodalmi műsorának. A színészi pályát később elhagyta, jelenleg párkapcsolati műsorokat és társkereső irodát vezet. Ebben a témában könyvei is megjelentek.

## Fontosabb színpadi szerepei
- Salacrou: Túl tisztességes hölgy – Marie-Madelaine
- Ajtmatov: Évszázadnál hosszabb ez a nap – Zaripa
- V. Petrov: Szerelmem, színház – Mira
- Bulgakov: Mester és Margarita – Azazello
- Pinter: A szerető – Sarah
- Goethe–Marton: Faust I. – Erzsi
- Verneuil: Az ügyvéd és a férje – az ügyvédnő
- Hacks: Ádám és Éva – Lucifer
- Csurka: Eredeti helyszín – a menyasszony
- Pelle János: Casanova – Nagy Katalin
- Shakespeare: Lóvá tett lovagok – Mária
- Harsányi: A bolond Ásvayné – Zelmányi Franciska
- Örkény: Tóték –  Gizi Gézáné
- Lope de Vega: A magyarországi fenevad – Faustina
- Pirandello: Liolà és a lányok – Tuzza, Croce lánya
- Jöjjön el egy kávéra hozzám (Talkshow-ja a Tháliában)

Greene Komédiások és Kazimir Énekek éneke – szerelmi történetek a Bibliából című darabjában is játszott.

## Filmszerepei
- Egy őrült éjszaka (1970) − Kati
- Petőfi ’73 (1973)
- Az idők kezdetén (1975)
- A kenguru (1976) − pincérnő
- Árvácska (1976)
- Kántor (tv-sorozat, 3. rész, 1976) − presszóslány (Cicus)
- Mesék az Ezeregyéjszakáról (1976) − fantasztikus nőalak
- Ki látott engem? (1977) − a szépasszony testvére
- Amerikai komédia (tv-film, 1978)
- Nők apróban (1978) − Németh Márta
- Egyszál magam (tv-film, 1979)
- Jövedelmező állás (tv-játék, 1979) − Polina lánya
- Kentaurok (koprodukciós filmdráma, 1979)
- Küszöbök (tv-sorozat, 1979) − Babarczi Emőke
- Kojak Budapesten (1980) − orvosszakértő
- Búcsú a fegyverektől, azaz... (1982) − Irénke
- Dániel (tv-sorozat, 1982) − Józsi barátnője
- Reggelire legjobb a puliszka (mesejáték, 1983) − középső királylány
- Különös házasság (tv-sorozat, 1984)
- Széchenyi napjai (tv-sorozat, 1985)
- Fahrschule (1986) − Gisella S.
- Illatszertár (1987) − I. hölgy
- Fűszer és csemege (tv-film, 1988) − Klári
- Szomszédok (tv-sorozat, 1988) − Borzas anyja
- Vadkacsavadászat (1988) − Valerija
- A kis cukrászda (tv-játék, 1989) − Irma
- Hidegrázás (filmdráma, 1994) − Nina
- A kis herceg (tv-film, 2005) − A rózsa
- Ébredj velünk (reggeli szórakoztató műsor, 2021) (önmaga)

## Könyvei
- Mire vágynak a férfiak? Lánchíd, Bp., 1991
- Uraim, ma én kérdezek! Zalatnay és Tsa, Debrecen, 1991
- Testőrök. PolgArt, Bp., 2001
- Társtaláló. Jaffa, Bp., 2009
- A párkapcsolatok iskolája. Jaffa, Bp., 2011 (társszerző)
- Darabokra tört szívek. Jaffa, Bp., 2013
- Nem jó egyedül? Segítség társkeresőknek. (n.a. − magánkiadás?)